# Systemkritisk bank

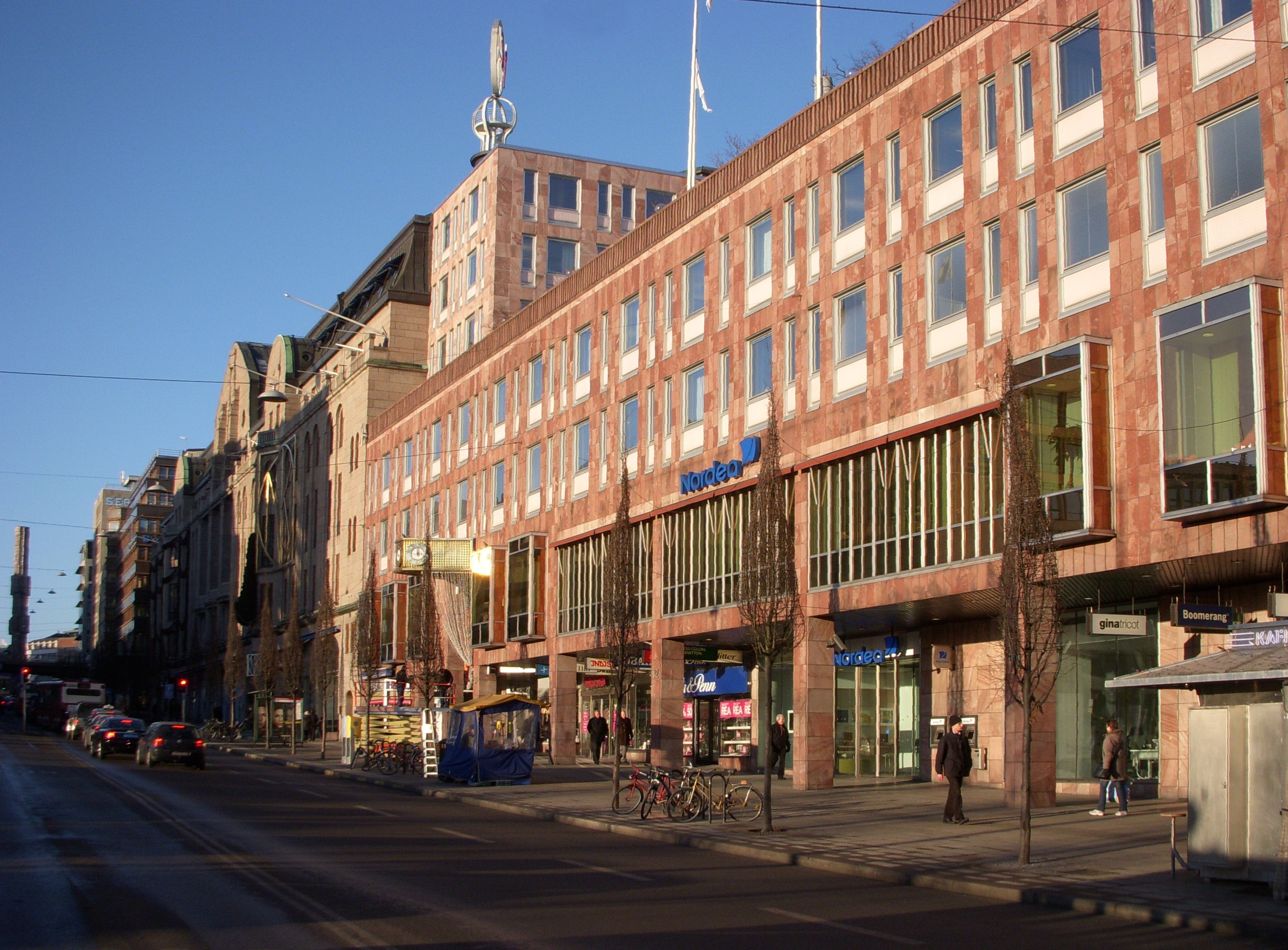
Huvudkontoret, i Stockholm, för Nordea, en av 29 utpekade globalt systemviktiga banker.

Systemviktig bank är ett begrepp som används av de myndigheter som övervakar finanssystem beträffande banker, vilkas fallissemang bedöms kunna medföra stora risker för omfattande negativ effekt på hela det nationella, eller internationella, banksystemet.
En bank kan, inför ett möjligt sammanbrott, bedömas olika i fråga om systemviktighet vid olika tidpunkter. Ett exempel i Sverige är att Carnegie 2008 bedömdes  som systemviktig och därmed föranledde insatser av svenska myndigheter, medan HQ Bank 2010 bedömdes kunna fallera utan alltför stora följder i det svenska finanssystemet som helhet.

## Internationellt systemviktiga banker
G 20:s Financial Stability Board pekade 2011 ut 29 globalt systemviktiga banker i fyra kategorier, varav 15 i Europa, varav en, Nordea, i Sverige.

### Högsta riskkategorin
- HSBC
- JP Morgan Chase

### Den näst högsta riskkategorin
- Barclays Bank
- BNP Paribas
- Citigroup
- Deutsche Bank

### Den tredje högsta riskgruppen
- Bank of America
- Credit Suisse
- Goldman Sachs
- Mitsubishi UFJ Financial Group
- Morgan Stanley

### Den understa av de fyra definierade riskkategorierna, i urval
- Bank of China
- Banque populaire
- Commerzbank
- Crédit Agricole
- Dexia
- ING Bank
- Lloyds Banking Group
- Mizuho
- Nordea
- Royal Bank of Scotland
- Bank of New York Mellon
- Banco Santander
- Société Générale
- Sumitomo Mitsui Banking Corporation
- State Street
- UBS
- Unicredit Group
- Wells Fargo

## Systemviktiga banker i Sverige
Det är oklart hur officiellt det utpekats vilka svenska banker som är nationellt systemkritiska. Riksbankschefen Stefan Ingves uttalade 2011 att de fyra svenska storbankerna Nordea, SE-banken, Handelsbanken och Swedbank måste anses ingå i gruppen nationellt systemviktiga banker. och Finansinspektionen och Riksbanken drev 2001 att de fyra svenska storbankerna skulle påläggas högre krav på kapitaltäckning än vad Baselregelverket krävde i syfte att skapa stabilare banker och därmed minska riskerna för svenska skattebetalare. De fyra storbankerna Handelsbanken, Nordea, SEB och Swedbank ålades att ha minst tio procent i kärnprimärkapital från första januari 2013 och tolv procent från första januari 2015.
När det gäller banker i Sverige som är globalt systemviktiga, finns en bank utpekad av Baselkommittén och Financial Stability Board, nämligen Nordea.